# Mauring de Spoleto
Mauring (sau Moringus) (d. 824) a fost un nobil franc, fiul lui Suppo I de Spoleto.
Mauring a succedat tatălui său în Brescia, unde a fost conte (Brixiae comes) în 822 și, după scurta domnie a lui Adelard în Ducatul de Spoleto a preluat conducerea acelui ducat din august 824. Potrivit Annales lui Eginhard și Annales regni Francorum, succesiunea sa a durat doar câteva zile.